# Gustaf Persson (Natt och Dag)
Gustaf Persson (Natt och Dag), född 1 mars 1627, död 4 december 1688, var ett svenskt kammarråd.

## Biografi

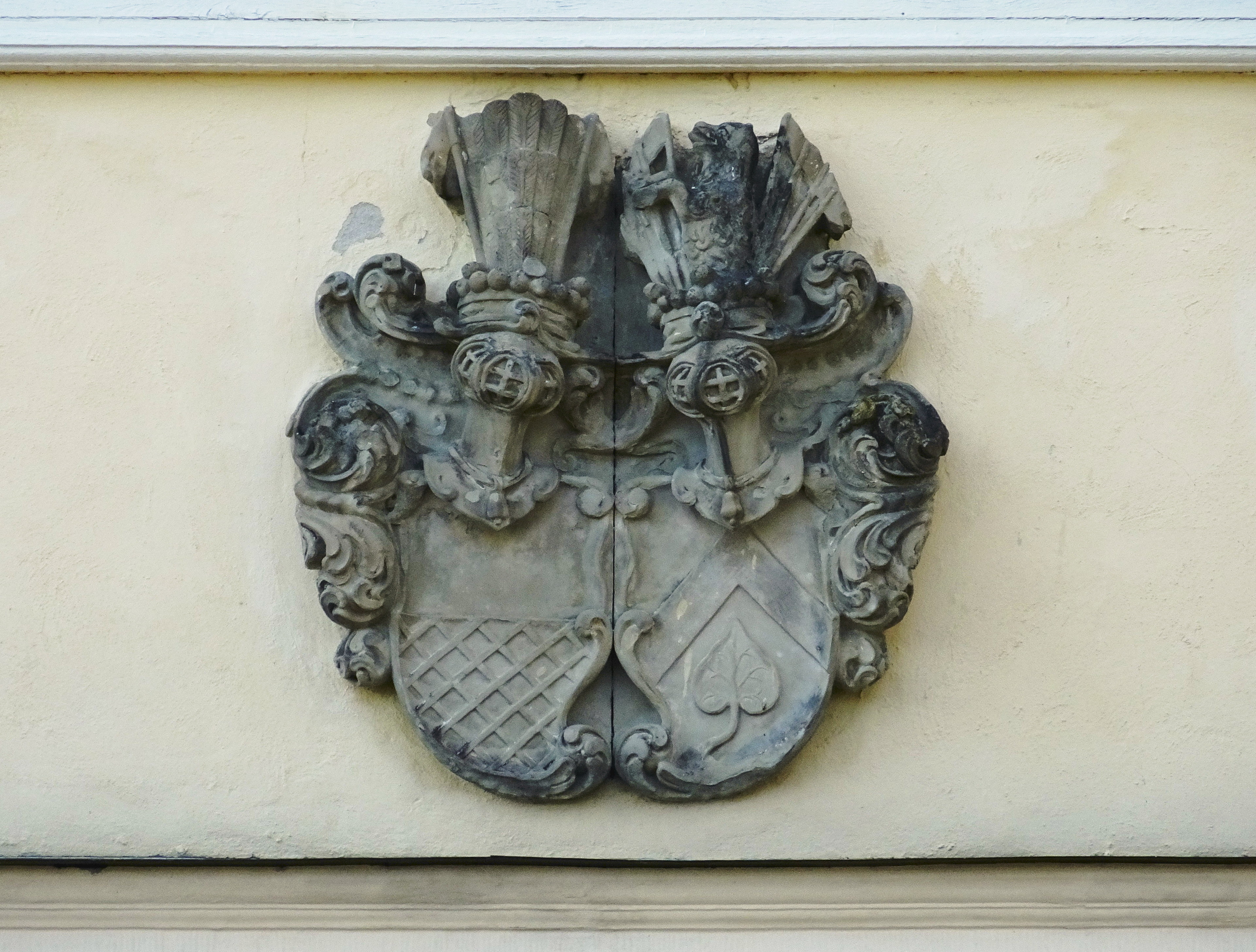
Gustaf och Christinas vapen på fasaden till Haga slott.

Gustaf Persson (Natt och Dag) tillhörde den månghövdade svenska uradliga ätten Natt och Dag från Östergötland. Han var son till Per Nilsson (Natt och Dag) och Christina Sofia Stenbock. 
Han var student vid Uppsala universitet 1640. Gustaf Persson var kammarråd åren 1660–1674 och kom att drabbas hård av kung Karl XI:s förmyndarräfsten, uppgörelsen med den aristokratiska förmyndarregeringen 1660 till 1672.
År 1670 bytte Gustaf Persson av en brorson till sig sin anfaders forna sätesgård, nuvarande Brokinds slott i Vårdnäs, Östergötland, som ännu (2008) tillhör en ättling till en i släkten Falkenberg af Bålby.
Gustaf Persson uppträdde även som byggherre när han lät uppföra Haga slott vid Mälaren strax söder om Enköping. Den ståtliga byggnaden ritades av arkitekten Nicodemus Tessin d.ä. och stod färdig 1670 (idag en konferens- och hotellanläggning). Över portalen mot sjösidan sitter vapnet för paret Gustaf Persson (Natt och Dag) och Christina Ulfsparre af Broxvik.

### Egendom
Gustaf Persson ägde Brokind i Vårdnäs socken och Haga slott i Svinnegarns socken.

### Familj
Gustaf Persson gifte sig 12 november 1650 i Sankt Nikolai församling, Stockholm med Christina Ulfsparre af Broxvik (död 1648), dotter till ståthållaren Erik Göransson Ulfsparre af Broxvik och friherrinnan Beata Oxenstierna. Christina Ulfsparre var änka efter rikstygmästaren och generalen Johan Lilliehöök af Fårdala. Natt och Dag och Ulfsparre fick tillsammans barnen Per Natt och Dag (1651–1651), Christina Elisabet Natt och Dag (1653–1701) som var gift med vice presidenten Henrik Georg Falkenberg af Bålby, ryttmästaren Erik Natt och Dag (1655–1693) och Sofia Christina Natt och Dag (1659–1726) som var gift med generalen friherre Carl Gustaf Creutz.